# Мэнни, Уолтер, 1-й барон Мэнни
Уо́лтер Мэ́нни или Готье́/Ватье́ де Мони́ (англ. Walter Manny; приблизительно 1310, Мони, Геннегау — 14 или 15 января 1372, Грейт-Честерфорд, Эссекс, Королевство Англия) — английский аристократ, 1-й барон Мэнни с 1348 года, лорд Вексфорд, кавалер ордена Подвязки. Принадлежал к рыцарскому роду из Геннегау, приехал в Англию в свите Филиппы, ставшей женой короля Эдуарда III, получил земли и баронский титул. Участвовал в Столетней войне и ряде походов в Шотландию, зарекомендовал себя как безрассудно храбрый и галантный воин. Командовал армией во время Войны за бретонское наследство, занимал должность адмирала Севера. Женился на Маргарет Норфолкской (двоюродной сестре Эдуарда III), благодаря чему смог претендовать на наследство её отца Томаса Бразертона. Был покровителем Жана Фруассара, который очень лестно отзывался о нём в своих «Хрониках».

## Биография

### Ранние годы и возвышение
Уолтер Мэнни происходил из геннегауского рыцарского рода де Мони; на родине его звали Готье или Ватье. Он был одним из младших сыновей Жана де Мони по прозвищу Одноглазый и его супруги Жанны де Жанлен, братом Жиля, Жана, Тьерри и Гильома. Рождение Готье/Ватье историки датируют приблизительно 1310 годом. С ранних лет братья де Мони находились в свите Жана де Бомона, брата графа Геннегау Вильгельма I. Их отец погиб в 1324 году в Аквитании, во время войны Сен-Сардо, которую вели между собой Англия и Франция. Позже, в 1346 году, Готье нашёл тело отца и перевёз его в Валансьен для погребения.
В декабре 1327 года де Мони прибыл в Англию в качестве пажа Филиппы — дочери графа Вильгельма, которая вскоре стала женой короля Эдуарда III. В Англии его начали называть Уолтер Мэнни. Благодаря своей близости к королеве он сделал быструю карьеру при местном дворе. Мэнни стал хранителем борзых Филиппы, в 1331 году был посвящён в рыцари и получил большую ренту. В декабре 1332 года король назначил его хранителем замка Харлех и пожизненным шерифом Мерионета, благодаря чему сэр Уолтер приобрёл большое влияние в существенной части Северного Уэльса. Когда Дэвид Стратбоги, 10-й граф Атолл, перешёл на сторону шотландцев (1335), Мэнни получил большую часть его владений в Норфолке и Бакингемшире. Кроме того, дядя короля Томас Бразертон, 1-й граф Норфолк, назначил сэру Уолтеру ренту и назначил его маршалом. Всё это сделало Мэнни влиятельным и богатым вельможей.
В 1332 году сэр Уолтер принял участие в походе в Шотландию, который возглавили Эдуард Баллиол и Генри Бомонт. Он сражался при Дапплин-Муре, где англичане одержали победу над численно восходящим противником, а позже, во время стычки у Роксбургского моста, взял в плен Жана Краббе — фламандского пирата, находившегося на шотландской службе. Этого пленника Мэнни передал королю за тысячу марок или тысячу фунтов.
Сэр Уолтер участвовал и в шотландских походах последующих лет: в осаде Бервика в 1333 году, в зимней кампании 1334—1335 годов под командованием Эдуарда III, в походах на Перт летом 1335 года и на Абердин летом — осенью 1336 года. В последнем из этих походов он был королевским знаменосцем. По словам Жана Лебеля, Мэнни во время боевых действий привлекал к себе всеобщее внимание безрассудной храбростью и экстравагантными манерами; оба эти качества вызывали восхищение Эдуарда III.

### Адмирал Севера
В августе 1337 года, когда началась англо-французская война, Мэнни был назначен адмиралом Севера. В этом качестве он должен был контролировать все порты восточного побережья Англии, обеспечивать бесперебойный экспорт в Нижние земли английской шерсти (доходы от этой торговли были необходимы для финансирования войны) и командовать авангардом армии, которую планировалось переправить на континент.
В ноябре того же года сэр Уолтер предпринял самостоятельную экспедицию к берегам Нидерландов с эскадрой в 85 кораблей и примерно полуторатысячным десантным отрядом. Он атаковал Слейс во Фландрии, но был отбит; потом высадился на острове Кадзанд в устье Шельды, разбил отряд фламандцев и взял в плен их командира Ги де Рикенбурга — брата графа Фландрского. Мэнни получил восемь тысяч фунтов в качестве выкупа и в очередной раз показал свою храбрость, но при этом не достиг каких-то успехов, которые могли бы повлиять на ход войны. К тому же его отряд понёс большие потери.
Именно сэр Уолтер занимался формированием флота, переправившего королевскую армию в Нидерланды в июле 1338 года. Он присоединился к походу во главе 10 рыцарей, 33 оруженосцев и 50 лучников (это был один из самых больших частных отрядов в войске) в сопровождении двух братьев с их свитой. Мэнни проявил большую энергию во время последующего вторжения во Францию. На пути из Валансьенна в Камбре он во главе пятидесяти воинов отделился от основных сил и разграбил город Мортань, во время осады Камбре взял соседнюю крепость Тун-л’Эвек, подкупив её коменданта. Позже Мэнни участвовал в грабительском рейде через Камбрези и Тьераш.
24 июня 1340 года сэр Уолтер сражался при Слейсе, где англичане разгромили французский флот. Пока основная армия безуспешно осаждала Турне (26 июля — 25 сентября 1340 года), Мэнни предпринимал набеги на соседние области Франции. Эдуард III был вынужден снять осаду из-за нехватки денег и вскоре оказался под фактическим арестом у своих кредиторов в Генте; сэр Уолтер в это время был с королём, а позже одолжил ему примерно четыре тысячи фунтов. Он вместе с Эдуардом приплыл в Англию в лодке и прибыл в Лондонский Тауэр 30 ноября 1340 года, когда король застал врасплох своих министров.

### Служба на континенте, 1341—1347
Мэнни сыграл важную роль в Войне за бретонское наследство — конфликте между двумя претендентами на титул герцога Бретонского. Англия поддержала в этой войне Жана де Монфора, тогда как король Франции был на стороне Шарля де Блуа. Изначально (в октябре 1341 года) предполагалось, что сэр Уолтер высадится в Бретани во главе армии вместе с Робертом Артуа, однако в феврале 1342 года планы Эдуарда III изменились. Теперь речь шла о высадке в течение четырёх месяцев трёх армий, и Мэнни единолично возглавил первую из них.
Поход сложился неудачно. Проблемы возникли уже на подготовительной стадии, так что сэр Уолтер высадился в Бресте на шесть недель позже, чем планировалось (в начале мая), и с мизерным воинским контингентом — 200 лучников и 34 кавалериста. Шарль де Блуа к этому моменту уже контролировал бо́льшую часть герцогства. Сэру Уолтеру удалось разбить французов и кастильцев при Кемпэ, взять в плен Эрве де Леона (лейтенанта Шарля де Блуа) и ещё нескольких знатных рыцарей, но на этом его успехи закончились. Приблизительно в конце июня он заключил перемирие и уплыл в Англию. Боевые действия вскоре были возобновлены; Эдуард III, недовольный развитием событий, никогда больше не поручал Мэнни командовать армиями, но тот всё же сохранил королевское расположение.
Осенью 1342 года сэр Уолтер снова воевал в Бретани (на этот раз рядом с королём) и участвовал в осаде Ванна, закончившейся отступлением в январе следующего года. В августе 1345 года он высадился в Гаскони в составе армии Генри Гросмонта, герцога Ланкастерского. Это войско прошло по долинам Дордони и Гаронны, одержало победы при Бержераке и Обероше, взяло стратегически важную крепость Ла-Реоль. Эти успехи обеспечили англичанам контроль над всем юго-западом Франции на ближайшие десятилетия; Мэнни участвовал в боях и осадах в качестве одного из главных подчинённых герцога.
В 1346 году Мэнни был одним из капитанов Эгийона, выдержавшего четырехмесячную осаду армией Жана, герцога Нормандского (впоследствии — короля Франции Иоанна Доброго). Он возглавлял ряд вылазок в стан врага. Когда французы отступили (20 августа), сэр Уолтер первым вошёл в покинутый вражеский лагерь. Уже через несколько дней он направился по суше в Северную Францию, чтобы там присоединиться к Эдуарду III. У Мэнни была охранная грамота от герцога Нормандского, но близ замка Сен-Жан-д’Анджели его всё же схватили. Сэр Уолтер бежал из плена, в Орлеане снова был схвачен, некоторое время провёл в заключении в Лувре или в Шатле, но в конце года всё же получил свободу и появился в королевской армии под Кале.
Осада Кале затянулась до июля 1347 года. Отряд Мэнни за это время вырос до 326 человек (в их числе были 19 рыцарей и 91 оруженосец), уступая по численности только свите короля, принца Уэльского, герцога Ланкастера и графа Уорика. Сэр Уолтер участвовал в переговорах с командованием французского гарнизона, которые закончились безрезультатно. 1 августа Кале всё-таки сдался. Эдуард III хотел казнить шесть городских магистратов, но Мэнни вступился за них. «Клянусь Богородицей, — сказал он королю, согласно Лебелю, — я говорю вам, что мы не пойдём так охотно к вам на службу, если вы убьёте этих людей, потому что они наверняка так же поступят с нами в другой раз, когда мы всего лишь будем выполнять свой долг». Благодаря этим словам и заступничеству королевы жители Кале получили пощаду.

### 1347—1360
После 1347 года Мэнни всё больше погружался в административные и дипломатические дела. Он заседал в судебных комиссиях и в королевском совете, с января 1348 года его регулярно вызывали в парламент как барона Мэнни и включали в комитеты, где рассматривались петиции. Сэр Уолтер играл важную роль в отношениях между Англией и нидерландскими княжествами, где у него оставались высокие связи. Он участвовал в переговорах с представителями Франции и Фландрии в Кале и Дюнкерке в ноябре — декабре 1348 года, с представителями Франции в Гине в марте 1349 года. В 1351 году Мэнни по поручению Эдуарда ездил в Геннегау, чтобы примирить вдовствующую императрицу Маргариту с её сыном Вильгельмом.
К тому моменту Мэнни владел обширными владениями в Геннегау, Франции и Англии. Это были наследство матери, пожалование от графа Геннегау, полученное в 1340 году, владения старших братьев, погибших в 1345 году в битве при Ставорене, несколько замков на юге графства, которые сэр Уолтер купил, а также пожалования Эдуарда III в Англии, в Гаскони, в районе Кале. В конце 1353 или начале 1354 года Мэнни женился на двоюродной сестре Эдуарда III Маргарет Норфолкской, дочери своего старого покровителя Томаса Бразертона, одной из двух сонаследниц графства Норфолк, принадлежавшей к числу богатейших женщин Англии. Он приложил много усилий, чтобы получить земли, на которые могла претендовать Маргарет.
Данные о военной деятельности Мэнни после 1347 года отрывочны и не всегда надёжны. Согласно Фруассару, сэр Уолтер сражался под стенами Кале 2 января 1350 года и в морской битве с кастильцами при Винчелси 29 августа 1350 года, но другие источники это не подтверждают. Мэнни точно участвовал в английских набегах на Пикардию и Булонне из Кале (лето 1351 года), сражался в Артуа и Пикардии в 1355 году, командовал авангардом в шотландском походе 1356 года (во время этой кампании он за несколько дней принудил к капитуляции Бервик).
В 1359 году Мэнни набрал в Нидерландах отряд в полторы тысячи человек, с которым присоединился к Эдуарду в его очередном французском походе. Перед началом кампании сэр Уолтер стал рыцарем ордена Подвязки. Он участвовал в неудачной осаде Реймса (декабрь 1359 — январь 1360), в грабительских рейдах по землям к востоку и югу от Парижа. Король сделал Мэнни одним из своих уполномоченных на переговорах в Бретиньи, которые закончились подписанием мирного договора (май 1360). В октябре сэр Уолтер присутствовал при ратификации этого документа в Кале. Король Франции Иоанн Добрый, уезжая домой из английского плена 1 ноября 1360 года, щедро наградил Мэнни (а с ним ещё троих рыцарей).
В годы мира сэр Уолтер продолжал заседать в королевском совете, оставался близок к королю и сближался с одним из его сыновей — Джоном Гонтом, герцогом Ланкастерским. В 1361 году он совершил паломничество в Сантьяго-де-Компостела, в 1364 году предпринял поездку на родину, в Геннегау. В 1369 году, когда на континенте возобновилась война, Мэнни принял участие в походе Джона Гонта в Пикардию.

### Последние годы
К 1369 году Мэнни было около 60 лет. Главным делом для него к этому моменту стало основание картезианского монастыря в Лондоне. Ещё в 1349 году сэр Уолтер арендовал у больницы святого Варфоломея участок земли, расположенный за городской стеной к северу от Смитфилда, и построил на нём небольшую часовню. Майкл Нортбург, епископ Лондона и бывший хранитель королевской печати, предложил Мэнни основать картезианский монастырь и завещал на это две тысячи фунтов. После длительных переговоров с генеральным капитулом картезианского ордена в Англии сэр Уолтер выкупил землю у больницы (ноябрь 1370) и добился утверждения устава нового монастыря (28 марта 1371). Примерно тогда же началось строительство, а часовня стала церковью будущей обители.
Мэнни умер 14 или 15 января 1372 года в поместье своей жены Грейт-Честерфорд в Эссексе. Его завещание датировано 30 ноября 1371 года. Согласно этому документу, сэра Уолтера надлежало похоронить в церкви при картезианском монастыре, и последний получал большое пожертвование. На похоронах присутствовали король, все его сыновья, находившиеся на тот момент в Англии, множество баронов и князей церкви. Собрались и бедняки, каждый из которых, в соответствии с завещанием, получил один пенни. Джон Гонт заказал 500 месс за упокой души сэра Уолтера.

## Семья
Мэнни женился до 30 мая 1354 года на Маргарет — старшей дочери Томаса Бразертона, 1-го графа Норфолкского (сына короля Эдуарда I), и Элис Хейлз, вдове Джона Сегрейва, 4-го барона Сегрейва. Этот брак был заключён без разрешения короля (двоюродного брата Маргарет), из-за чего супруги некоторое время находились в опале. Маргарет родила второму мужу трёх детей. Это были:
- Томас[10] (утонул в колодце в Детфорде в возрасте десяти лет)[9];
- Анна[10] (24 июля 1355 — 3 апреля 1384), баронесса Мэнни в собственном праве, жена Джона Гастингса, 2-го графа Пембрука, мать Джона Гастингса, унаследовавшего титулы и владения матери и отца[9];
- Изабелла (родилась до 1353 года, умерла до 1371 года)[9].

Маргарет пережила мужа на 27 лет и умерла в 1399 году.

## Оценки личности и деятельности
Мэнни прославился как образцовый рыцарь (галантный и отважный) благодаря своему земляку Жану Фруассару. Последний во время своего визита в Англию в начале 1360-х годов получил от сэра Уолтера щедрые подарки и наслушался его историй о воинских подвигах. В своих «Хрониках» Фруассар причисляет Мэнни к тем «знаменитым храбрецам и героям», которых следует «крайне почитать» за великие ратные подвиги, совершённые в правление Эдуарда III.
Историки признают, что сэр Уолтер был храбрым рыцарем, уважавшим традиции своего сословия, и заметной фигурой на первом этапе Столетней войны; при этом он пользовался уважением обеих противоборствующих сторон. Однако военная деятельность Мэнни, хотя и выглядела эффектно, не приносила ощутимых результатов.